# 세상을 연다 박찬숙입니다
세상을 연다 박찬숙입니다는 경기방송에서 방송됐던 아침 시사프로그램이다.

## 프로그램 소개
- 대한민국 여성앵커1호, 시원시원한 카리스마, 누구보다 뜨거운 심장, 그러나 절제된 감성파 시사 진행자, 역대 최고급 마당 발로 알 찬 아침을 열어드립니다. 세상을 연다 박찬숙입니다!

## 코너 소개
- 1부 (7시~7시30분)
  - 이 아침 주요뉴스 브리핑
  - 경제 : 주식, 부동산 등 생활경제 및 거시경제
- 2부 (7시 30분~8시)
  - 특별 인터뷰: 이슈에 대한 전문가 인터뷰
  - 월요 스포츠(월)/ 흥미로운 과학이야기(화)/ 빅데이터로 보는 세상(수)/ 이 주의 추천영화(목)/ 금요 스포츠(금)
- 3부 (8시~8시30분)
  - 심층 인터뷰: 이슈가 되는 화제나 인물에 대한  깊이 있는 인터뷰

| KFM 경기방송 평일 프로그램 |                          |                          |
| 이전                       | 세상을 연다 박찬숙입니다 | 다음                     |
| 주혜경의 굿모닝 코리아     | 세상을 연다 박찬숙입니다 | 클릭 정보와이드          |
| 오전 6시 ~ 오전 7시        | 오전 7시 ~ 오전 8시 30분 | 오전 8시 30분 ~ 오전 9시 |
|                            |                          |                          |